# Хърватска литература
Хърватската литература (литературата на хърватски език) е специфична със своята близост с книжовни източници и от Изток, и от Запад. Компилирайки в себе си най-доброто от литературните влияния, тя предлага свой собствен образ, който да предаде не само историческите събития и фактологията на отделните епохи и културни течения. В хърватската литература се запазва тенденцията за уникалност и преработване на чуждото през призмата на вече наложените собствени стандарти. Макар да съществуват общи теми с останалите славянски литератури (неизбежно, при наличието на донякъде сходни исторически събития), хърватската обосновава международната си роля, съчетавайки и развивайки различни тенденции, жанрове, епохи.

## Средновековна литература
Средновековната хърватска литература спада към литературния модел, характерен за средновековието. Писменото творчество при хърватите е с предполагаемо начало около 8-9 в., а най-старите запазени извори са датирани към 11-12 в. Хърватската литература се запазва до втората половина на 16 в., със спорадични рефлекси на единични теми чак до 18 в. Този времеви обсег показва, че генерално в хърватската литература, средновековието има много по-голям дял, отколкото в останалите средноевропейски западноевропейски литератури.
Писмено слово има запазено на камък, в ръкописи или книги. Важен сегмент от хърватската средновековна литература е прозата, писана на латински език. Първите агиографии и църковни повести се зараждат в далматинските градове (Сплит, Задар, Трогир, Осор, Дубровник, Котор) от сплитските евангелисти (6-7 в.) до многобройни по-късни литургически и нелитургически произведения. Началото на средновековното хърватско творчество е директно свързано с латинската агиография и текстове за далматински и истарски мъченици. На север, в Панония, се появяват дела на основата на местни култове, напр. Св. Квирина, Еузебия и Полиона. В продължения на столетия латинският език се използва при писането на официални документи, хроники и природонаучни трудове.
Хърватската средновековна проза е била писана на два езика: църковнославянската хърватска редакция и хърватски и писмено е била изразявана чрез глаголица, латиница и западна (хърватска) кирилица. Между тези сфери е имало взаимодействие, като са засвидетелствани връзки между глаголически и кирилски текстове, а някои, писани на латиница са се осланяли на глаголическа основа. По това хърватската литература е прецедент сред славянските литератури. У нея се забелязват общите тенденции на европейската книжовност, заедно с някои особености: връзка с устното творчество, превес на религиозните теми, преплитане на жанровете. Голям дял има преводната литература, компилациите. Тя произхожда от византийски (старо)църковнославянски текстове и от западни, латински, италиански, франко-италиански и чешки традиции. От 14 в. нататък надделява западното влияние. Използвайки тези примери и пишейки анонимно, хърватските автори са ги нагаждали към нуждите на държавата и макар и преводна, тази литература е като значителен дял на езиково и стилистично ниво. Едно от най-големите постижения е било, от една страна, запазването (особено в глаголическата сфера) на църковнославянския литургично-книжовен език (в по-късни времена елементи от него са били съзнателно използвани като средство за изразяване на висок стил), а от друга страна е усвоен живият, разговорен стил и издигнат до ниво да „пренася” знания - от теологията и правото до хрониките и природонаучните трудове.
Най-старите паметници на хърватска проза са датирани към 11-12 в. Това са глаголически епиграфски паметници: Валунска плоча, Пломински надпис и Кръчки надпис от 11 в; Башчанска плоча от 11/12 в., която е първият изцяло запазен паметник на народен език с елементи на книжовен църковнославянски език; Сенска плоча, Пластовски и Кнински надпис-12 в. Датирането на кирилската Хумачка плоча е несигурно, като се смята за вероятно да е от 11/12 в. От ръкописните книги до нас са достигнали фрагменти, свидетелстващи за богати книжовни традиции на хърватска територия. Това са остатъци от библейско-литургични произведения, фрагменти от апостоли, напр. Михановичев апостол и Гръшковичев фрагмент (и двата от 12 в.), фрагменти от мисали, напр. първа страница от Киевските листове от 11-12 в., Бечки лист от 12 в., фрагменти от бревиари, напр. Лондонски, Връбнички и Рочки фрагменти, всичките от 13 в. Тези глаголически паметници са в континуитет със съвременни на тях зародили се български, чешки и руски такива. Но от 12 и 13 в. в Хърватия започва стилизация на глаголическото писмо, а езикът се обновява с чакавски особености. Така е била създадена хърватската редакция на църковнославянския език, продължила съществуването си до 16 в. Същевременно, от 12 в. нататък започва и редактирането на библейските книги според латинските Вулгати. От този период фрагментарно са запазени и най-старите текстове на агиографско-легендарната и апокрифната проза, напр. Будапещенски фрагмент (12 в. с остатъци от „Легенда за св. Симеон” и „Легенда за св. Текла” и от 13 в.- част от апокрифа „Дела на Павел и Текла”).
Първите паметници, писани на западна кирилица са вероятно от 11-13 в., от които най-старият в Хърватия е от 1184 г.- Natpis povaljskoga praga. Този корпус обхваща 23 познати и днес ръкописни кодекса, както и дипломатично-правни текстове.
Отделна цялост представляват произведенията от покрайнините на Босна и Хума, писани на хърватска или босненска кирилица. Най-известен текст от тях е Povelja Kulina bana от 1189 г., както и няколко дипломатическо-търговски съчинения, а също така и религиозни преписки, нужни на християнската босненска Църква. Важно е да се отбележи, че често в глаголически текстове се срещат странични додатки на кирилица, както и обратно. На босанчица е писан и „Политически статут” (15 в.), както и дубровнишкият „Libro od mnozijeh razloga” (1520 г.). На босанчица Дмине Папалич преписва „Хърватска хроника”, а през 16 в., Шиме Будинич пише на кирилица своята „Summu nauka kristjanskoga”.
През този период, в който са съществували паралелно и трите писмености, освен изключително богатата църковна литература, библейско-литургически и правни преписки (най-старият от които е „Виндолски закон” от 1288 г., а след него – „Крчки статут” от 1388 г.), често срещани са били апокрифите, легендите, виденията и разказите, романи, летописи, моралистично-дидактични произведения, църковни драми, стихове.
Проза, писана на латински е запазена от 14 в. нататък. Използван е народен (чакавски и щокавски) език, а възникването си води от далматинските градове, за разлика от глаголическата проза, която се е зародила предимно в извънградска среда. Най-старият текст на латиница „Ред и закон” е от 1345 г. Голяма част от запазените текстове са с верско съдържание – лекционари (напр. Корчулански лекционар от 14 в. и Задарски лекционар от началото на 15 в.), молитвеници (Ватикански хърватски молитвеник от края на 14 в.), а също и Житие на светите отци.
В средновековната литература не е възможно да се направи прецизно разделение на жанровете и видовете, тъй като критерият за различаване е различен от нормирания през ранното нововековие. При опит за разграничаване трябва да се вземат предвид не само оформлението, а също така и тематическите и извънкнижовните детерминанти. Всяко разделение ще бъде условно, тъй като сред жанровете съществуват еднаквости, понякога даже и припокривания. Двете големи категории, в които е възможно да бъдат разпределени текстовете са, от една страна разказвателната проза, в която като доминантен композиционно-структурален елемент функционират разказа и фабулата и от друга страна – моралнопоучителната или рефлексивна проза, в която превес имат рефлексията, убеждението, коментарът и описът.
Най-известни са подвидовете на разказвателната проза: апокрифи, агиографско-легендарни текстове, миракули, романи. При нея най-често се използва стъпаловидният тип на развитие на действието. Пръстеновидна структура имат „Дундулово видение” (започва и завършва като легенда, а средният дял е видение) и апокрифът „Kako bi prineseno lice Isukrsrovo v Rim”, докато миракулът „O djevojci bez ruku” има две успоредни сюжетни линии, които в края се сливат.
Апокрифите са хетерогенна група, които имат за център библейски теми и личности, но не са били приети в канона на Библията. Остатъци или цели произведения се намират запазени в около тридесет хърватскоглаголически кодекса (сборници и бревиари) и представляват една значителна част от текстовете в проза от хърватското средновековие. По-малък брой апокрифи има запазени в латински (Дубровнишки легендарий от 17 в.) и кирилски (дубровнишкото Libro od mnozijeh razloga, 1520 г.) паметници. По съдържание могат да бъдат разделени на две големи групи: старозаветни и новозаветни апокрифи, а като подвидове се разграничават: апостолски дела, евангелия, послания, видения, моления. По-многобройни са онези произведения, които се осланят на общото църковнославянско наследство, чието основно разпространение е било на славянския югоизток и които водят началото си от гръцко-византийските източници.
Апокрифите могат да се нарекат „религиозна белетристика”, тъй като при тях функцията на забавното е подчертана, а доктринарният акцент – потиснат, особено в някои от Апостолските дел. Апокрифите пресъздават по драматичен начин живота на първите хора (Животът на Адам и Ева), детайлите от живота на Богородица (Protoevanđelje Jakovljevo), детството на Христос (Pseudo-Tomino evanđelje, представящо Иисус като игриво и малко палаво дете). Остатък от Никодемовото евангелие разказва как Христос спасява праведниците. Изключително популярни са били апокрифите, разказващи за живота на апостоли, проповядващи из различни краища на света.
От морално-дидактичните съчинения най-известни са „Kniga Kata mudroga” и „Cviet od krjeposti”, докато между летописите най-разпространяван е „Летопис на поп Дуклянин”. Набожната драма, развила се от диалогичните дялове на литургическите игри, се запазва в преписи от 15 и 16 в. („Prikazanje od muke Spasitelja našeg”, както и средновековното хърватско произведение „Muka svete Margarite”). Също така има запазени стихове, записани на дубровнишки митнически статут от третото десетилетие на 15 в., двойно римувани в дванадесеторац, а от 14 в. са запазени песни със свободно стихосложение, похвала, позната под името „Шибенска молитва”, няколко песни в симетричен осмостих, песни в стихове от седем срички като част от припеви на латински набожни песни („U se vrime godišća”), както и една сатирична песен за поквареността на клира („Svit se konča”).
Много по-изкусни са чакавските произведения в дванадесетерац, водещи началото си от легенди от 15 в. До последните десетилетия на 15 в., когато е започнал нов период, хърватската средновековна литература е постигнала пълна зрялост. Самите произведения, сборници и записки, както и преписвачите и миниатюристите, свидетелстват за възход и разцвет. Песните и диалогическите стихове са на върха на хърватската литература за периода на средновековието.

## Хуманизъм и Ренесанс
В края на 15 в. и особено в началото на 16 в. са започнали да се налагат нови поетически норми; развили са се теми, форми и видове, които представяли ренесансовия книжовен състав съгласно италианските и западноевропейски литературни събития. Основа за това е било творчеството на хърватите латинисти. Латинският език има важна роля в хърватските писмени традиции. Бил е разпространен във всички хърватски територии, а до 1847 г. е бил официален език в Парламента. През втората половина на 16 в. влиянието на Ренесанса започнало постепенно да намалява и през първото десетилетие на 17 в. началото на маниеризма е било поставено. Строги граници между тези две течение не може да бъдат поставени, тъй като маниеризмът е преход между Ренесанса и барока. Бароковата поетика белязва хърватската литература в края на 17 в. и началото на 18 в.
Латинистите, с които е започнал хуманизмът, заемат важно място в хърватската литература, а редом с нея и в европейската. През 15 в. са родени Иван Чешмички, Марко Марулич, Яков Бунич, а през 16 в.- Антун Вранчич, Фауст Вранчич и др. Много от тях продължават да пишат на латински език дори по времето на барока.
Началото на хърватската литература през 16 в. е под знака на произведенията на Марко Марулич, които със своите латински творби спада между първите европейски хуманисти от този период. Своят най-значим труд „Юдита” („Libar Marka Marula Splićanina u kom se uzdarži istorija svete udovice Judit u versih harvacki složena”) завършва през 1501 г.
Първите дубровнишки петраркисти се появяват през втората половина на 15 в. Най-много техни произведения има запазени в сборника на Никша Ранина, започнат през 1507 г. Петраркизмът като явление заема доста важна част в изследванията на хърватската литература и свързването ѝ със световната чрез сонета. Сонетът е характерен за Полша и Дубровнишко-Далматинската република и се създава по модела на Петрарка и Шекспир. В хърватската литература сонетът запазва структурата си - 14 стиха, разделени на терцети и катрени. Основна се яввява любовната тематика- любимата се представя като нещо нереално, незримо, неосезаемо, ефирно. Тя задължително е руса (русото е символ на ангелическото, светлината и чистотата). Отнемат се реалните черти при изграждането на сакрализирания ѝ образ. Често срещани символи от хърватския петраркизъм са еленът и кошутата, умиращият лебед, Амур. Докато Шишко Менчетич („Prvi pogled”) набляга на „пронизването с любовна стрела”. При Менчетич дамата се ангелизира, свързва се с чистотата, понякога носи венец или корона, които са допълнително смислово натоварени) създава конвенционални любовни песни в дванадесетерац, Джоре Държич пише под силното влияние на устното творчество. Един от най-плодовитите и разновидни в творческо отношение ренесансови поети е Мавро Ветранович. Неговото „Posvetilište Abramovo” е писано около 1546 г., а през 20 в. успешно са били играни неговите църковни драми. Поетът и драматург Никола Нильешкович е предходник на Марин Държич, чиито книжовен опус показва добро познаване на тогавашните италиански и антични театри, като се смята, че за периода той има най-голям принос към хърватската литература. Държич първоначално започва да пише песни, но много по-голям успех постига с пастирските игри („Tirena”, „Venera i Adon”, „Grižula). Неговият голям талант напълно се разгръща в комедията в стихове „Novela od Stanca”, както и в няколко други комедии.
Освен загубената „Pomet”, Държич пише и често играната днес „Dundo Maroje”. Особено популярни за този период са неговите творби „Да бъде чудесно това лято...” (ярък пример за стромбото, самото стихотворение не е озаглваено, а за заглавие са избрани първите му стихове) и „Grem si grem”, където особено силно е застъпен мотивът за пътя, лутането и търсенето на покоя. През втората половина на века работят поетите Динко Ранина и Доминко Златарич. Златарич е ценен и като най-добрият ренесансов преводач („Електра” на Софокъл и др.). Към хърватския литературен кръг, освен Ханибал Лучич и Петър Хекторович, спадат и Микша Пелегринович (около 1500-1562 г.) и Мартин Бенетович (около 1550-1607 г.). Неговата „Robinja” е един от най-ранните драматични текстове със светска тематика, а в „Ribanje I ribarsko prigovaranje”, писано около 1556 г., Петър Хекторович пресъздава съзнанието за заплахата над родното.
През 15 в. Задар се прочува с поета Йероним Видулич, а през 16 в.- с Петър Зоранич, Брно Карнарутич и Юрий Баракович. Зоранич е автор на първия оригинален хърватски роман „Planine”, написан през 1536 г. В него се срещат отражения от произведенията на Вергилий, Овидий и Данте, Петрарка и Марулич. Брно Карнаутич е познат със своята „Vazetje Sigeta grada”-първата епопея с тема от националната история в хърватската литература. В поемата „Vila Slovinka” Юрай Баракович е воден от идеята за славянското единство и грижата за застрашеното хърватско наследство, а стилът се асоциира с бароковия начин на изразяване.
Протестантското движение обхваща само периферно хърватската литература, но хърватите дават на протестантизма един от най-изтъкнатите писатели и идеолози- Матей Влачич Илирик (1520-1575 г.), чийто „Ključ Svetoga pisma” (1567 г.) е бил най-известният библейски лексикон за онзи период.
Началото на кайкавската писменост на север е свързано със старите глаголически набожни текстове и с някои средновековни разкази, които са били преписвани чак до 17 в. Най-старата кайкавска стихосбирка от 1593 г. („Prekomurska pjesmarica”) съдържа освен църковни, така и светски песни: любовни и дидактични. Двамата най-известни писатели от този период са Иван Пергошич и Антун Врамец, чиито „Decretum” (1574 г.), Kronika” (1578 г.) и „Postillu” (1586 г.) са запазени в чакваско-щокавско-кайкавския молитвеник „Raj duše” (1560 г.) на Никола Дешич, където са съхранени почти всички текстове, писани през 16 в.
Писмените източници през 17 век започват да се разпространяват все повече на север, като се появяват писатели в Загреб (Йурай Хабделич), Истър (Франьо Главинич), но въпреки това Дубровник и през 17 век остава най-изявеното културно и книжовно средище, макар и Загреб да засилва позициите си чрез Ритер Витезович.
През този век започват да добиват по-голяма актуалност проблемите за общия език, а решението, което предлага Кашич в своя труд “Ritual Rimskom”(1640) и превода „Библия” се оказва визионарно- използването на западната новощокавска основа.
По това време започва усилено да пише и Иван Гундулич, един от най-известните представители на барока. 4 от 10-те му мелодрами са запазени, а също така и “Pjesni pokorne kralja Davida”, които са увод на религиозната поема „Suze sina razmetnoga” и най-високото му достижение- поемата „Осман” (състояща се от 20 песни, липсват 14 и 15 песен), в която могат да бъдат забелязани влияния на идеологията на бароковия славизъм. Други известни писатели от тази епоха са Стйепо Джурджевич („Дервиш”-успяла пародия на петраркисткото творчество), Владислав Менчетич (комичната поема „Радоньа”), Иван Бунич Вучич (канцониер “Plandovanja”, писан по маниера на петраркистката лирика).
Същевременно в Босна литургийната и верско-поучителната литература изживяват разцвет. В Хърватия се налага писането на различни лингвистични трудове - латинско-хърватски речник „Gazofilacij” на Иван Белостенец (1740 г.), първият тронаречен речник-енциклопедия и др. През втората половина на 17 век в Северна Хърватия пишат Петър Зрински, Фран Франкопан (и двамата обявени за мъченици), Павел Ритер Витезович. Фран Франкопан пише на смесица от чакаваски, кайкавски и щокавски, което всъщност представлява опит за езикова интеграция на хърватския в тронаречната база. Важен дял в творчеството на Франкопан има сбирката “Gartlic za čas kratiti”, цикъл от осем песни „Dijačke junačke” и 18 религиозни песни. Той е и първият хърватски преводач на Молиер. За хърватския барок може да се констатира, че осъществява силен разцвет в хърватската книжевност от всички покрайнини, освен Славония и континентална Далмация. Литературният обсег обхваща всички спектри-от верскопоучителни и литургически произведения до лирическа и епическа поезия, от граматически и лексикографски до историографски, преводни трудове и хроники. В корпуса на хърватската литература се включват северозападна, кайкавска Хърватия и Босна, тронаречната, щокавско/чакавско, йекавска и икавските произведения. Постепенно отслабва вличнието на глалогицата, за сметка на латиницата. Босанчицата започва да замира около 1700 г.
Хърватският барок създава произведения, които по-късно хърватският книжовен език ще препознае като канони и този процес ще продължи до обществените промени, настъпили след освобождението на Славония и Далмация от турците, както и до разпространението на Просвещението през 18 век.

## Просвещение, Класицизъм, Рационализъм
През 18 век, наричан и още векът на просвещението и рационализма, настъпва ново отношение към литературата, повлияно от освободените големи части на Далмация и Славония. Там започват да се налагат просветителските и рационалистични идеи, разпросранявани из цяла Западна Европа и обществените реформи в Северна Хърватия на Мария Тереза и Йосип II. През този период се открояват и произведенията на Павел Ритер Витезович с тяхната парадигматическа особеност. Реформатор, основател на панхърватизма, той пише хроники, “Stemmatographia”, “Croatia rediviva”, “Odiljenje sigetsko” и др., а неговите идеи намират приложение в илиризма. През периода на Просвещението авторите продължават да използват латински, хърватски и италиански език. Открояват се имената на Йоаким Стулий (пише речник), Матия Петър Катанчич (автор на първия отпечатан превод на Библията) и Титуш Брезовачки (най-важният драматик от кайкавската област), които пишат на хърватски. Важно място в литературата от 18 век заемат и Филип Грабовац (1697-1749 г.; неговият „Cvit razgovora naroda i jezika iliričkoga aliti rvackoga” от 1747 г. Обединява наследството на хърватската средновековна книжовност, летописната литература и писаното от босненските францисканци) и Андрия Качич Миошич („Razgovor ugodni naroda slovinskoga” от 1756 г., в стихове и проза е най-четената за това време книга на хърватски език (до края на 20 век претърпява повече от 20 преиздавания). Чрез нея се налага окончателно използването на новощокавския сред хърватите.
Все повече се пишат морално-дидактични и просветителски трудове в стихове. Най-силно доказателство за присъствието на Просвещението в Хърватия е „Satir iliti divji čovik”(1762 г.) на Матия Антун Релкович, който успоредява Славония с Германия. Около неговата „Сатира” се раждат полемики, в които участват авторът на „Aždaje sedmoglave bojnim kopjem udarene i nagrđene" (1768 г.) Вид Дошен и Матия Петър Катанчич. В Дубровник са преведени и играни 23 Молиерови произведения, а писаният на хърватски “Kate Kapuralica” на Влах Стулий се смята за най-добрия драматически текст за 18 век.
На края на тази епоха в Северна Хърватия работят и няколко хърватски писатели, чиито трудове обхващат и периода на Възраждането. Най-изтъкнати сред тях са Томо Миклоушич (един от последните, писали на кайкавски) и Игнят Кристиянович. Цялостният преглед на периода обобщава няколко важни събития: макар и да изостава от барока и ренесанса по творчески досег, просвещението притежава голяма разпространеност и интеграция в книжовната продукця на Далмация, Босна, Херцеговина, Славония, Дубровник, Северозападна Хърватия, предхождайки националнополитическите процеси, белязали 19 век. Създават се два езикови стандарта - новощокавски (по-голям обхват) и кайкавски (по-малък обсег). Илирическото движение и разпространението на модифицирания новощокавски из цяла Хърватия и сегашна Босна и Херцеговина дължат популярността си на писаното от Качич и Релкович, докато речникът на Стулий е най-обширният предвъзрожденски лексикографски труд.

## Романтизъм и Илирски период
В периода на романтизма разпространени са драмите и песните. Главни теми са историята, национализмът и патриотизмът. В Хърватия родоначалник на илиризма е Людевит Гай.
През 1830 г. В Будим той отпечатва „Кратки основи на хърватско-словенския правопис”, излагаща първия всеобщо признат хърватски правопис (след произведенията на Джурджевич и Витезович) двуезично - на хърватски и немски. Под влияние на Павел Витезович, а и следвайки примера на вече установения чешки правопис, Людевит Гай въвежда за всеки звук в хърватския език по един знак от латинската азбука.
Други представители на илиризма са Иван Мажуранич (дописва „Осман” на Иван Гундулич и създава първия модерен хърватски речник, включвайки в него над 40 000 думи и изрази, автор е на „Смъртта на Смаил ага Ченгич), Петър Прерадович („Първенци”, „Нови песни”, „Първи хора”, „Пустинник”), Август Шеноа („Златото на златаря”).

## Реализъм
Периодът на реализма се отличава предимно със засилен интерес към природните науки и позитивистката философия. В Хърватия реализмът трае само десет години (от смъртта на Август Шеноа)- 1881-1890 г. Писатели от това течение са Анте Ковачич (пише „Baruničina ljubav”, „Smrt babe Čengićkinje”, травестия, осмиваща илиризма и южнославянската идеология, „Fiškal”, където запазва старите тематични идеи и реалното се слива с фантастичното, появяват се образите на фаталните жени, както и забраненият за близо десетилетие роман „U registraturi”, смятан за най-значимото му произведение), Йосип Козарац („Tena”, „Slavonska šuma”, „Mrtvi kapitali”) и Ксавер Шандор Гялски („Pod starim krovovima”, „Za materinsku riječ”, „Dolazak Hrvata”).
|  | Тази страница частично или изцяло представлява превод на страницата Hrvatska književnost в Уикипедия на босненски език. Оригиналният текст, както и този превод, са защитени от Лиценза „Криейтив Комънс – Признание – Споделяне на споделеното“, а за съдържание, създадено преди юни 2009 година – от Лиценза за свободна документация на ГНУ. Прегледайте историята на редакциите на оригиналната страница, както и на преводната страница, за да видите списъка на съавторите. ВАЖНО: Този шаблон се отнася единствено до авторските права върху съдържанието на статията. Добавянето му не отменя изискването да се посочват конкретни източници на твърденията, които да бъдат благонадеждни. |